# Nilmar
Nilmar Honorato da Silva, genannt Nilmar (* 14. Juli 1984 in Bandeirentes), ist ein ehemaliger, brasilianischer Fußballspieler.

## Karriere
Im Alter von neunzehn Jahren war Nilmar bereits Stammspieler des brasilianischen Erstligisten SC Internacional. Dies weckte das Interesse einiger europäischer Vereine. Olympique Lyon, Manchester United und der FC Sevilla wollten den Angreifer verpflichten. Olympique Lyon erhielt schließlich den Zuschlag, und so wechselte Nilmar 2004 für 5,75 Mio. € nach Frankreich. Bereits in seiner ersten Saison wurde Nilmar Stammspieler. Er erzielte in 32 Spielen zwei Tore.
In der Saison 2005/06 wurde Nilmar nach São Paulo zum SC Corinthians Paulista verliehen. Dafür musste der brasilianische Klub 1,5 Mio. € auf das Konto der Franzosen überweisen. Nach der Spielzeit wollte der Klub Nilmar behalten, vor allem als Ersatz für den zu West Ham United gewechselten argentinischen Nationalstürmer Carlos Tévez.

Der SC Corinthians Paulista und Olympique Lyon einigten sich auf die Ablösesumme von 10 Mio. €. Von den 10 Millionen zahlten die Brasilianer allerdings nur 2 Mio. Euro. Ein Rechtsstreit zwischen den Corinthians und Nilmar sollte die Ansicht Nilmar klären, ob sein Vertrag ungültig war, da er wieder nach Europa wechseln wollte.
Nach vielen Wechselgerüchten und einem Angebot des VfL Wolfsburg in Höhe von 15 Millionen Euro wechselte er im Jahr 2009 zum FC Villarreal. Dieser bezahlte 16,5 Millionen Euro an Nilmars alten Klub SC Internacional.
Am 16. Juli 2012 gab der katarische Erstligist Al-Rayyan SC die Verpflichtung von Nilmar bekannt. Nilmar, der zuvor mit dem FC Villarreal in die zweite spanische Liga abgestiegen war, unterschrieb bei seinem neuen Verein einen Vierjahresvertrag. Nach einer Rückkehr zu Internacional wurde er zur Saison 2015/16 für zwei Jahre von al-Nasr Dubai verpflichtet. Im Jahr 2017 beendete er seine Karriere.

## Besonderes
Der SC Internacional erhielt von Olympique Lyon zu den 5,75 Mio. € noch 20 % der Transfersumme des Weiterverkaufserlöses.

## Erfolge
Nationalmannschaft
- FIFA-Konföderationen-Pokalsieger: 2009
- U20-Weltmeister: 2003

Verein
- Staatsmeisterschaft von Rio Grande do Sul: 2003, 2004
- Französischer Meister: Ligue 1 2004/05 mit Olympique Lyon
- Französischer Supercup: 2005 mit Olympique Lyon
- Brasilianischer Meister: 2005
- Staatsmeisterschaft von São Paulo, Top-Torschütze: 2006
- Copa Sudamericana: 2008
  - Torschützenkönig der Copa Sudamericana 2008
- Emir of Qatar Cup: 2013
- Sheikh Jassim's Cup: 2012